# 川名真知子
川名 真知子（かわな まちこ、1983年9月30日 - ）は、日本の女性声優。東京都出身。青二プロダクション所属。

## 経歴
アミューズメントメディア総合学院卒業。同企業の同期に、鹿野優以、加藤英美里などがいる。

## 出演
太字はメインキャラクター。

### テレビアニメ
2005年
- SPEED GRAPHER（女子高生）　
- D.C.S.S. 〜ダ・カーポ セカンドシーズン〜（女生徒）
- ピーチガール（マユ、女子生徒、取り巻き 他）
- 無口なウサギ（フレンドリーと女性全て）
- 焼きたて!!ジャぱん（ちひろ、女子高生）
- ONE PIECE（2005年 - 2024年、娘、少年、ビヨ、子供）

2006年
- エンジェル・ハート（女性B）
- 出ましたっ!パワパフガールズZ（松原かおる / パワード・バターカップ、おこう）
- 爆球Hit! クラッシュビーダマン（女子ビーダーA）
- 祝!(ハピ☆ラキ)ビックリマン（天女）
- 貧乏姉妹物語（正男のファン）

2007年
- 金色のコルダ〜primo passo〜（子供）
- CLANNAD-クラナド-（2007年 - 2009年、ボタン、女子生徒、子供、母親、生徒） - 2シリーズ
- 結界師（明）　
- 精霊の守り人（ノボ）
- ゼロ デュエル・マスターズ（タカハシ）
- レ・ミゼラブル 少女コゼット（女の子、店員B、市民）
- ロビーとケロビー（ハンバーガー屋）

2008年
- ゲゲゲの鬼太郎（第5作）（子供、少年）
- ねぎぼうずのあさたろう（2008年 - 2009年、のびるの誠之助、豆風）
- モノクローム・ファクター（女子高生）

2009年
- クプ〜!!まめゴマ!（こうたくん、主婦）
- メタルファイト ベイブレード（暁宇宙）

2010年
- 怪談レストラン（B君）

2012年
- デジモンクロスウォーズ 〜時を駆ける少年ハンターたち〜（テッペイ）

2022年
- かぎなど（ボタン）

2023年
- デジモンゴーストゲーム（ガムドラモン）

### 劇場アニメ
- それいけ!アンパンマン つきことしらたま〜ときめきダンシング〜（2004年、クマ太）
- ONE PIECE エピソードオブアラバスタ 砂漠の王女と海賊たち（2007年）
- ストライクウィッチーズ Operation Victory Arrow vol.3 アルンヘムの橋（2015年、ユリウス）

### OVA
- サクラ大戦 ル・ヌーヴォー・巴里（2004年、観客たち）
- サクラ大戦 ニューヨーク・紐育（2007年、ケリー）

### ゲーム
2004年
- イリスのアトリエ エターナルマナ（ファナトス）

2006年
- CLANNAD-クラナド-（ボタン）
- SIMPLE2000シリーズ Vol.107 THE 炎の格闘番長（火龍の朱美、ヤンキー女）
- タッチで漫才! メガミの笑壺DS（女性ディレクター）
- レッスルエンジェルス サバイバー（2006年 - 2007年、ジェナ・メガライト、ファントム・ローズ2号、バニー・ボンバー） - 2シリーズ

2009年
- FRAGILE 〜さよなら月の廃墟〜（おかあさん）
- メタルファイト ベイブレード 爆誕!サイバーペガシス（暁宇宙）
- 龍が如く3

2010年
- メタルファイト ベイブレード 爆神スサノオ襲来!（暁宇宙）
- メタルファイト ベイブレード ポータブル 超絶転生! バルカンホルセウス（暁宇宙）
- メタルファイト ベイブレード 頂上決戦!ビッグバン・ブレーダーズ（暁宇宙）

2012年
- 真・北斗無双（タキ、ミュウ）

2016年
- ドラゴンボールフュージョンズ

### ドラマCD
- ドラマCD CLANNAD -クラナド- Vol.4 藤林杏（ボタン）
- ドラマCD CLANNAD 光見守る坂道で 第3巻（ボタン）
- ゼロイン（木佐木真澄）
- テイルズ オブ シンフォニア 〜ロデオライドツアー 前編〜（くのいち）
- 恋の夢さわぎ（キューティーズ）

### 吹き替え

#### 映画
- ウェイバリー通りのウィザードたち ザ・ムービー（マックス・ルッソ〈ジェイク・T・オースティン〉）
- 大いなる陰謀
- 幸せのレシピ
- ストーン・コールド -影に潜む-
- センター・オブ・ジ・アース ワールド・エンド（ケイス〈サラ・トムコ〉）
- 100年後…（サラ）
- ペイチェック 消された記憶 ※テレビ朝日版
- ユーロトリップ（フィオナ）

#### ドラマ
- ウェイバリー通りのウィザードたち（マックス・ルッソ〈ジェイク・T・オースティン〉）
- エバーウッド 遥かなるコロラド（レイニー・ハート）
- CSI:7 科学捜査班 #7
- CSI:マイアミ5 #23
- スタジオDC:オールスター・ライブ（ジェイク・T・オースティン）
- 名探偵モンク7（ブライアン・ウィリス） #12
- ライフ with デレク（エミリー・デイビス〈シャディア・サイモンズ〉）

#### アニメ
- ジェニーはティーン☆ロボット（レタ、キルゴア、ティーポット）
- リトル・ビル（マックス、モンティ、タイニー）

### 特撮
- 牙狼<GARO>（三神官・ベルの声）

### ラジオドラマ
- VOMIC ぎんぎつね（池上ユミ）

### CD
- THE POWERPUFF GIRLS Z ORIGINAL SOUNDTRACK
  - It's Mighty!（feat. P.Buttercup）
  - Touch me!（feat. PPGZ）

### その他コンテンツ
- FNS地球特捜隊ダイバスター（ジュンペイ〈2代目、34話 - 〉）
- 不可思議探偵団（ナレーション）
- マツコの部屋（ナレーション）
- 声優チャット
- あなたのHQ（ユーモア指数） NTTドコモ、携帯電話放送 Bee TV